# Sarrebourg (commune fusionnée)
Pour les articles homonymes, voir Saarburg (homonymie).
Sarrebourg était une Commune fusionnée (Verbandsgemeinde) de l'arrondissement de Trèves-Sarrebourg dans la Rhénanie-Palatinat en Allemagne. Le siège de cette Verbandsgemeinde était dans la ville de Sarrebourg. Le 1er janvier 2019, la nouvelle commune fusionnée de Sarrebourg-Kell a été créée grâce à la fusion avec la commune fusionnée de Kell am See.
La Verbandsgemeinde de Sarrebourg consistait en cette liste d'Ortsgemeinden (municipalités locales) :

Localisation de la Verbandsgemeinde de Saarburg dans l'arrondissement de Trèves-Sarrebourg

1. Ayl
2. Fisch
3. Freudenburg
4. Irsch
5. Kastel-Staadt
6. Kirf
7. Mannebach
8. Merzkirchen
9. Ockfen
10. Palzem
11. Saarburg
12. Schoden
13. Serrig
14. Taben-Rodt
15. Trassem
16. Wincheringen